# Goubonne
Goubonne est une sous-préfecture du département de Tibesti Ouest au Tchad,.